# 长柱含笑
长柱含笑（学名：Michelia longistyla）为木兰科含笑属下的一个种。